# Чемпионат России по самбо 2006
Чемпионат России по самбо 2006 года среди мужчин проходил в Верхней Пышме (Свердловская область) с 3 по 5 марта во дворце спорта УГМК.

## Медалисты
| Весовая категория | Золото                           | Серебро                    | Бронза                                                       |
| ----------------- | -------------------------------- | -------------------------- | ------------------------------------------------------------ |
| до 52 кг          | Денис Черенцов ХМАО              | Айдос Юсупов Екатеринбург  | Владислав Тайпинов Верхняя Пышма Алексей Егоров Екатеринбург |
| до 57 кг          | Тимур Галлямов Верхняя Пышма     | Геннадий Ильин Чебоксары   | Сергей Филиппов Москва Фарид Нагимов Татарстан               |
| до 62 кг          | Виталий Сергеев Москва           | Илья Хлыбов Верхняя Пышма  | Константин Данильченко Армавир Владимир Леонтьев Москва      |
| до 68 кг          | Денис Мухин Выкса                | Сергей Шибанов Выкса       | Рустам Мстоян Владимир Илья Лебедев Верхняя Пышма            |
| до 74 кг          | Руслан Сазонов Москва            | Александр Шаров Кстово     | Андрей Перепелюк Москва Павел Носов Пенза                    |
| до 82 кг          | Раис Рахматуллин Нижний Новгород | Алексей Харитонов Заречный | Евгений Насыров Москва Павел Астапов Верхняя Пышма           |
| до 90 кг          | Альсим Черноскулов Верхняя Пышма | Павел Шкапов Кстово        | Виктор Стороженко Артём Эдуард Кургинян Армавир              |
| до 100 кг         | Юрий Аликин Пермь                | Евгений Исаев Краснокамск  | Игорь Гибадуллин Верхняя Пышма Константин Ратько Александров |
| свыше 100 кг      | Мурат Хасанов Майкоп             | Андрей Волков Рязань       | Андрей Ивкин Москва Олег Хорпяков Москва                     |